# سونا (آلة موسيقية)
سونا (بالإنجليزية: Suona)، آلة موسيقية صينية تقليدية ذات لسانين مزدوجين. صُممت أساسيًا في إيران القديمة، حيث كانت تعرف باسم "سورنا". ظهرت في الصين حوالي القرن الثالث الميلادي، وهي تحظى بشعبية في أجزاء من شمال وجنوب الصين، بما في ذلك شاندونغ، خنان، خبي، شانشي، شنشي، قانسو، شمال شرق الصين، غوانغدونغ، فوجيان، ومناطق أخرى. تتميز السونا بصوت عالٍ وحاد، وقد كانت تستخدم بشكل متكرر في فرق الموسيقى التقليدية الصينية، وخاصة في تلك التي تؤدي في الهواء الطلق. كانت آلة مهمة في موسيقى الفولكلور في شمال الصين، خصوصًا في مقاطعتي شاندونغ وخنان، حيث كانت تستخدم لفترات طويلة في الاحتفالات والأغراض العسكرية. لا تزال السونا مستخدمة حتى اليوم، جنبًا إلى جنب مع آلة الشنغ، والطبول، والصنوج، وأحيانًا آلات موسيقية أخرى في حفلات الزفاف ومواكب الجنازات. تُسمى مثل هذه الفرق الموسيقية المكونة من آلات نفخ وإيقاع "تشويدا" (بالصينية: 吹打؛ بينيين: chuīdǎ) أو "غوشوي" (بالصينية: 鼓吹؛ بينيين: gǔchuì).

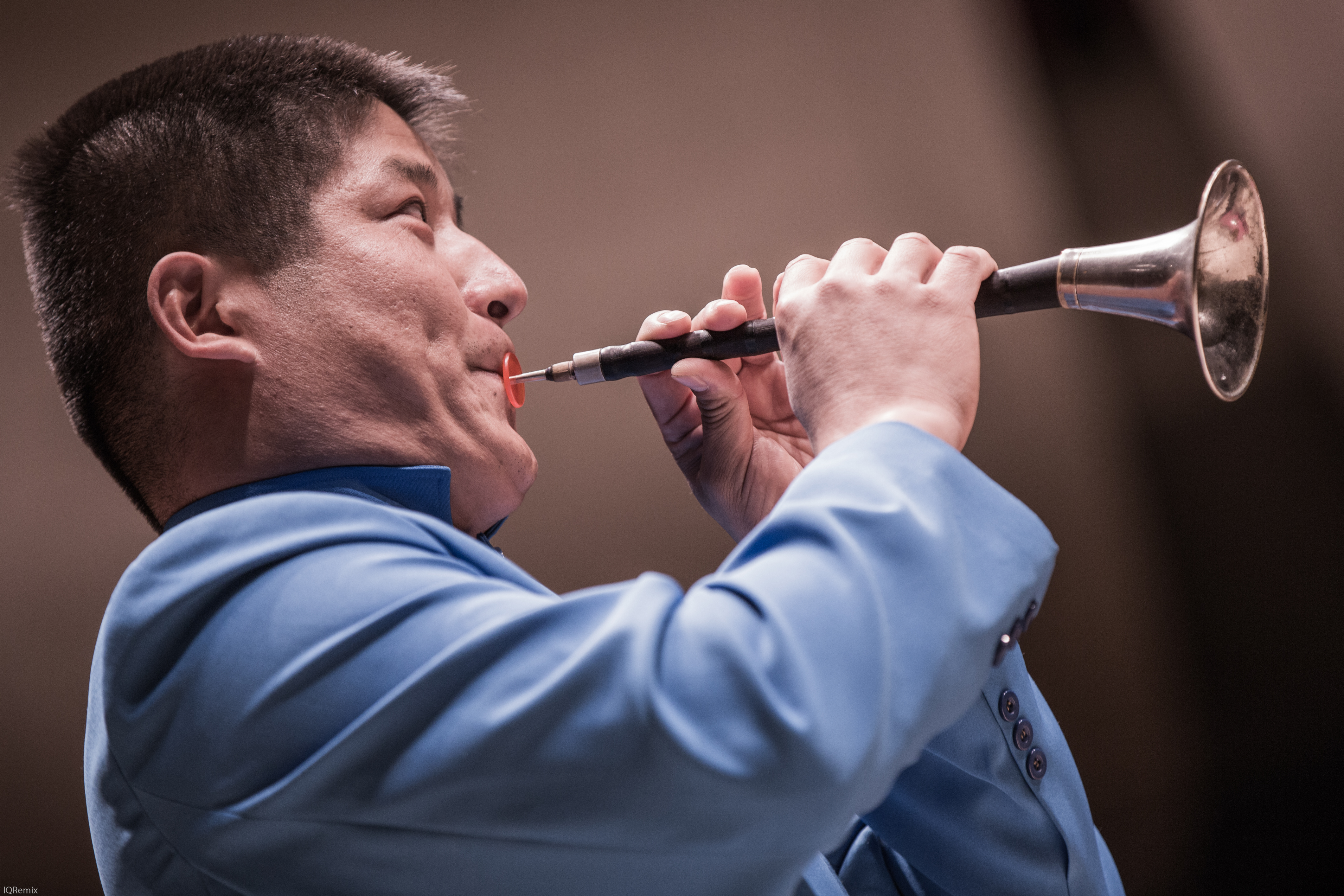
رجل يعزف على السونا

وكتب ستيفن جونز بشكل موسع عن استخدامها في الموسيقى الطقسية في شانشي. كما كانت شائعة في الموسيقى الطقسية في جنوب شرق الصين. في الثقافة الصينية، كانت السونا عنصرًا أساسيًا في الموسيقى الطقسية التي رافقت العروض الداوئية للطقوس المباركة وغير المباركة، أي الطقوس التي تخص الأحياء والأموات على حد سواء. واحدة من أشهر القطع التي تستخدم السونا كآلة رئيسية تُسمى "باي نياو تشاو فنغ" (بالصينية: 百鳥朝鳳؛ بينيين: Bǎiniǎocháofèng)، أو "مئة طائر يعبدون العنقاء". يظهر فيلم "أغنية العنقاء" صعود وهبوط شعبية السونا في تاريخ الموسيقى الصينية الحديثة. موسيقى السونا مليئة بالتقاليد والابتكار، وهي تعبير خالد عن ثقافة الفولكلور الصيني، مما يغني الحياة اليومية لعمال الفولكلور. اعتُمد فن السونا من قبل مجلس الدولة لتُضمن في الدفعة الأولى من قائمة التراث الثقافي اللامادي الوطني في 20 مايو 2006.

## بناء السونا
السونا كما استُخدمت في الصين كانت تحتوي على جسم خشبي مخروطي، مشابه لذلك الموجود في قرن الجيالرين الذي يستخدمه الشعب التبتي. وكلا الآلتين استخدمتا بوقًا معدنيًا، عادة ما يكون بوقًا نحاسيًا أو من النحاس الأصفر بشكل أنبوبي، يُثبت عليه لسان مزدوج صغير، وكانت تحتوي على جرس معدني قابل للفصل في طرفها. كان اللسان المزدوج يعطي الآلة صوتًا مشابهًا لصوت الأوبوا الحديثة. النسخة التقليدية كانت تحتوي على سبع فتحات للأصابع. كانت الآلة تصنع بعدة أحجام. تتميز السونا بنغمة ساطعة وحجم صوت عالٍ، وجسم خشبي على شكل أنبوب دائري ومخروطي. يُزود الطرف العلوي بأنبوب نحاسي مع صفارة، بينما يغطي الطرف السفلي فم جرس نحاسي.

### البناء الحديث
منذ منتصف القرن العشرين، طُورت نسخ "محدثة" من السونا في الصين؛ حيث دُمج مفاتيح ميكانيكية مشابهة لتلك الموجودة في الأوبوا الأوروبية، للسماح بعزف النغمات الكروماتية وضبط التون المتساوي (والتي كانت صعبة التنفيذ في السونا التقليدية). يوجد الآن عائلة من هذه الآلات، بما في ذلك سونا التينور (بالصينية: 重音嗩吶؛ بينيين: zhòngyīn suǒnà؛ حرفيًا "سونا ألتو")، سونا السوبرانو (بالصينية: 次中音唢呐؛ بينيين: Cì zhōng yīn suǒnà؛ حرفيًا "سونا تينور")، وسونا الباس (بالصينية: 低音嗩吶؛ بينيين: dīyīn suǒnà؛ حرفيًا "سونا باس"). تُستخدام هذه الآلات في أقسام الآلات النفخية في الأوركسترات الكبيرة التقليدية الحديثة في الصين وتايوان وسنغافورة، رغم أن معظم الفرق الشعبية تفضل استخدام النسخة التقليدية من الآلة. تُستخدم أيضًا في التوزيعات الموسيقية الحديثة، بما في ذلك أعمال موسيقار الروك الصيني تسوي جيان، التي تشمل عزفًا محدثًا للسونا في أغنيته "لا شيء في اسمي". في عام 1993، اخترع الموسيقي المشهور غوو ياتشي جهاز "النواة الحية" للسونا، الذي سمح للسونا التقليدية بعزف السلم الكروماتي والنظام ذو الاثني عشر نغمة، مما أغنى القوة التعبيرية للسونا.

## تاريخ
على الرغم من أن أصل السونا في الصين غير واضح، حيث تشير بعض النصوص إلى أن استخدام السونا يعود إلى سلالة جين (266–420)، هناك إجماع على أن السونا نشأت خارج حدود الممالك الصينية القديمة، وربما تُطوّر من الآلات الوسطى الآسيوية مثل السورنا أو الزرنة، التي قد يكون اسمها الصيني مستمدًا منها. تشير مصادر أخرى إلى أن أصل السونا كان من العربية أو الهند. عُرض موسيقي يعزف آلة مشابهة جدًا للسونا على رسم على نصب ديني على طريق الحرير في مقاطعة شينجيانغ الغربية. يعود تاريخ الرسم إلى القرن الثالث أو الخامس، وقد أظهرت تمثيلات من هذه الفترة في شاندونغ ومناطق أخرى في شمال الصين أنها كانت تُعزف في المواكب العسكرية، أحيانًا على ظهور الخيل. لم تُذكر في الأدب الصيني حتى سلالة مينغ (1368–1644)، ولكن بحلول هذا الوقت كانت السونا قد رسخت بالفعل في شمال الصين. خلال سلالتي مينغ وتشينغ، كانت السونا منتشرة على نطاق واسع بين الناس وكانت تُستخدم بشكل رئيسي في فرق الآلات النفخية والإيقاعية في حفلات الزفاف والجنازات والفعاليات السعيدة. كما كانت تستخدم كآلة مرافقة للأغاني الشعبية والرقصات والأوبرا.